# Бланжи су Поа
Бланжи су Поа (фр. Blangy-sous-Poix) насеље је и општина у североисточној Француској у региону Пикардија, у департману Сома која припада префектури Амјен.
По подацима из 2011. године у општини је живело 190 становника, а густина насељености је износила 23,72 становника/km². Општина се простире на површини од 8,01 km². Налази се на средњој надморској висини од 99 метара (максималној 189 m, а минималној 85 m).

## Демографија
| 1962. | 1968. | 1975. | 1982. | 1990. | 1999. | 2011. |
| ----- | ----- | ----- | ----- | ----- | ----- | ----- |
| 132   | 159   | 146   | 160   | 141   | 158   | 190   |

График промене броја становника у току последњих година